# Solio ežeras ir jo apyežerės
Solio ežeras ir jo apyežerės este o arie protejată (arie specială de conservare — SAC, sit de importanță comunitară — SCI) din Lituania întinsă pe o suprafață de 239,38 ha, integral pe uscat.

## Localizare
Centrul sitului Solio ežeras ir jo apyežerės este situat la coordonatele 54°33′51″N 24°37′51″E / 54.5642°N 24.6308°E.

## Înființare
Situl Solio ežeras ir jo apyežerės a fost declarat sit de importanță comunitară în ianuarie 2004 pentru a proteja 2 specii de plante și 6 specii de animale. Situl a fost protejat și ca arie specială de conservare în octombrie 2020.

## Biodiversitate
Situată în ecoregiunea boreală, aria protejată conține 13 habitate naturale: Ape puternic oligomezotrofe cu vegetație bentonică cu Chara spp., Lacuri eutrofice naturale cu vegetație de tip Magnopotamion sau Hydrocharition, Cursuri de apă de la nivel de câmpie la nivel montan, cu vegetație Ranunculion fluitantis și Callitricho-Batrachion, Pajiști uscate seminaturale și facies de acoperire cu tufișuri pe substraturi calcaroase (Festuco-Brometalia) (* situri importante pentru orhidee), Pajiști cu Molinia pe soluri calcaroase, turboase sau argilos-nămoloase (Molinion caeruleae), Fânețe de joasă altitudine (Alopecurus pratensis, Sanguisorba officinalis), Mlaștini turboase de tranziție și turbării mișcătoare, Izvoare fino-scandinave și mlaștini produse de izvoare bogate în minerale, Mlaștini calcaroase cu Cladium mariscus și specii de Caricion davallianae, Mlaștini alcaline, Păduri fino-scandinave bogate în ierburi cu Picea abies, Păduri caducifoliate de mlaștină fino-scandinave, Păduri aluvionare cu Alnus glutinosa și Fraxinus excelsior (Alno-Padion, Alnion incanae, Salicion albae).
La baza desemnării sitului se află mai multe specii protejate:
- plante (2): o specie rară de mușchi (Drepanocladus vernicosus), moșișoare (Liparis loeselii)
- amfibieni (1): buhai de baltă cu burta roșie (Bombina bombina)
- mamifere (1): vidră de râu (Lutra lutra)
- nevertebrate (3): Graphoderus bilineatus, libelule (Leucorrhinia pectoralis), fluturele purpuriu (Lycaena dispar)
- pești (1): zvârluga (Cobitis taenia)

Pe lângă speciile protejate, pe teritoriul sitului au mai fost identificate 9 specii de plante, 1 specie de mamifere.